# Karl Friedrich Häberlin

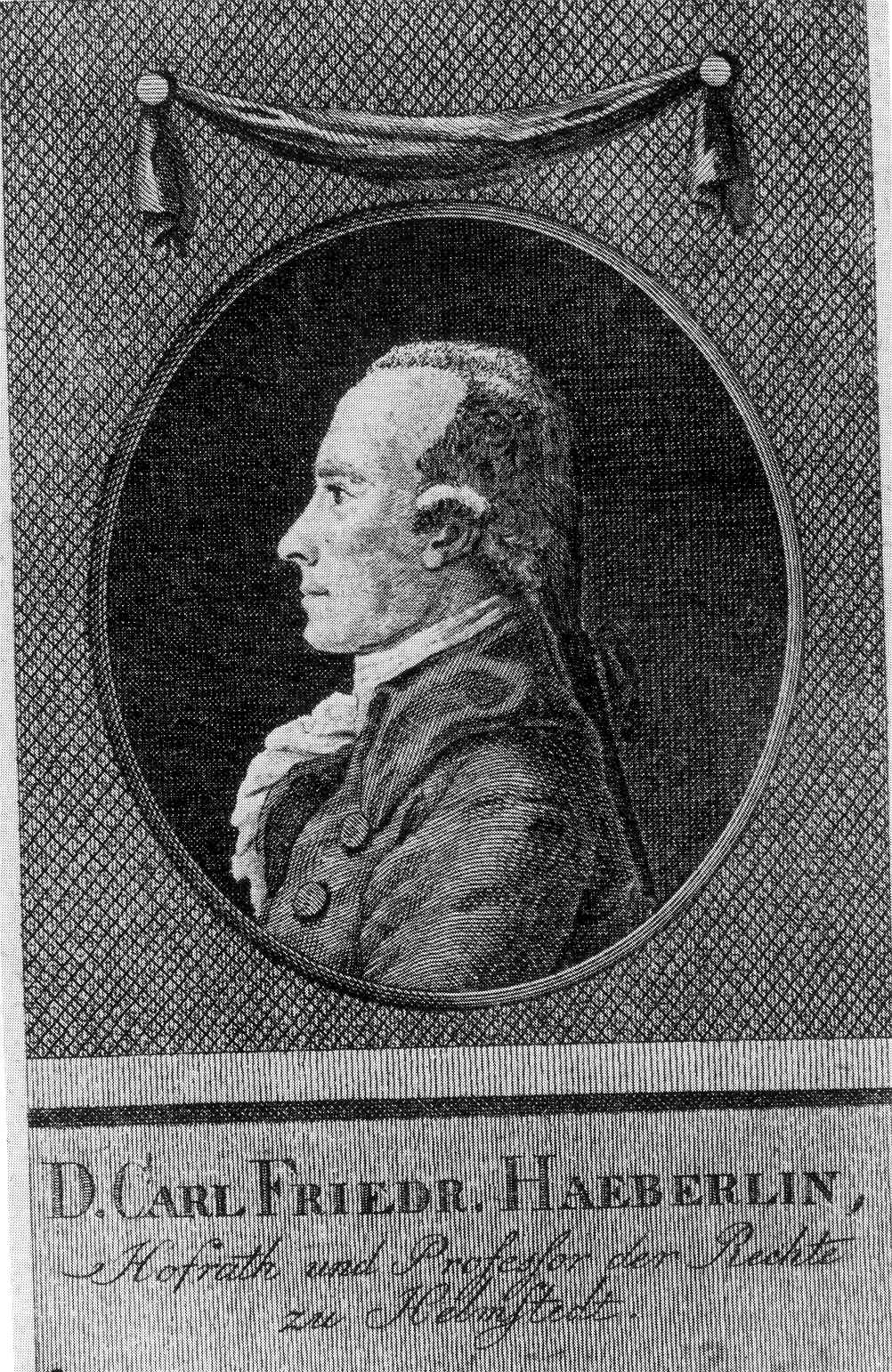

Karl Friedrich Häberlin, auch Carl Friedrich Haeberlin (* 5. August 1756 in Helmstedt; † 16. August 1808 ebenda), war ein braunschweigischer Diplomat, Jurist und Hochschullehrer in Erlangen und an der Universität Helmstedt.

## Leben
Der zweite Sohn des Historikers Franz Dominikus Häberlin studierte Rechtswissenschaften in Helmstedt und promovierte im Jahr 1778. Nach einem kurzen Aufenthalt in Wetzlar wurde er 1779 zum Justizkanzleiassessor in Wolfenbüttel ernannt. 1782 wurde er Professor in Erlangen und hielt Vorträge über deutsches Staatsrecht. Vier Jahre später wechselte er als brandenburgischer Hofrat zur Universität Helmstedt. 1798/99 nahm er im Auftrag des Hauses Stolberg am Rastatter Kongress teil. Nach seiner Rückkehr wurde er zum geheimen Justizrat und 1806 zum Propst des Klosters Marienberg ernannt. Nach der Gründung des Königreichs Westphalen im Jahre 1807 wurde er Mitglied der Reichsstände und der Gesetzgebungskommission. Bald darauf erkrankte er jedoch und musste deshalb seine Ämter niederlegen. Häberlin verstarb am 16. August 1808.

## Tätigkeit als Publizist
Häberlin galt durch seine Schriften, in denen er auf Missstände im deutschen Staatswesen aufmerksam machte, als bedeutender Publizist der zweiten Hälfte des 18. Jahrhunderts. Bekannt wurde er durch seine Verteidigungsschriften für den entlassenen hannoverschen Hofrichter Friedrich Ludwig Freiherr von Berlepsch im Jahre 1799. Im Folgejahr veröffentlichte er eine umfangreiche Verteidigungsschrift für den stifthildesheimischen Adligen Moritz von Brabeck. Zudem war er Mitarbeiter an mehreren Zeitschriften, unter anderem an der „Helmstedter gelehrten Zeitung“, der „Erlanger neuen juristischen Zeitschrift“ und der „Deutschen Monatsschrift“. Als Autor steuerte er den dritten und vierten Band (L–R) zum „Repertorium des deutschen Staats- und Lehen-Rechtes“ bei. Weitere bedeutende Werke sind „Pragmatische Geschichte der neuesten kaiserl. Wahlcapitulationen und der von kaiserl. Majestät erlassenen churfürstl. Collegialschreiben“ (1792), „Pragmatische Geschichte der Wahlcapitulation Kaiser Franz II.“ (1793), „Handbuch des deutschen Staatsrechtes nach dem Systeme des geh. Rathes v. Pütter zum gemeinnützigen Gebrauch der gebildeten Stände“ (1794–97) und „Deutsches Staatsarchiv“ (1796–1807).